# Martial industrial
Martial Industrial znany także jako martial music – kierunek w muzyce przesycony militaryzmem, powstały pod koniec XX wieku w Europie. Muzyczne inspiracje czerpie z gatunków takich jak rock industrialny, dark ambient, muzyka poważna, neoclassical, neofolk, a także z europejskiej muzyki marszowej.
Do przedstawicieli nurtu należą:
- Laibach
- Von Thronstahl
- Death in June
- Dernière Volonté
- Kreuzweg Ost
- Puissance
- Rome